# Internationaux de Strasbourg 2016
Internationaux de Strasbourg 2016 — професійний тенісний турнір, що проходив на кортах з ґрунтовим покриттям. Це був 30-й за ліком турнір. Належав до категорії International у рамках Туру WTA 2016. Відбувся в Страсбургу (Франція). Тривав з 15 до 21 травня 2015 року.

## Очки і призові гроші

### Розподіл очок
| Дисципліна       | П   | Ф   | ПФ  | ЧФ | 1/8 | 1/16 | Q   | Q2  | Q1  |
| Одиночний розряд | 280 | 180 | 110 | 60 | 30  | 1    | 18  | 12  | 1   |
| Парний розряд    | 280 | 180 | 110 | 60 | 1   | Н/Д  | Н/Д | Н/Д | Н/Д |

### Розподіл призових грошей
| Дисципліна       | П       | F       | ПФ     | ЧФ     | 1/8    | 1/16   | Q2   | Q1   |
| Одиночний розряд | €34,677 | €17,258 | €9,274 | €4,980 | €2,742 | €1,694 | €823 | €484 |
| Парний розряд    | €9,919  | €5,161  | €2,770 | €1,468 | €774   | Н/Д    | Н/Д  | Н/Д  |

## Учасниці основної сітки в одиночному розряді

### Сіяні
| Країна    | Гравчиня            | Рейтинг1 | Сіяна |
| --------- | ------------------- | -------- | ----- |
| Італія    | Сара Еррані         | 18       | 1     |
| США       | Слоун Стівенс       | 21       | 2     |
| Австралія | Саманта Стосур      | 22       | 3     |
| Франція   | Крістіна Младенович | 28       | 4     |
| Румунія   | Моніка Нікулеску    | 34       | 5     |
| Італія    | Каміла Джорджі      | 43       | 6     |
| Росія     | Олена Весніна       | 47       | 7     |
| Угорщина  | Тімеа Бабош         | 48       | 8     |
| Франція   | Алізе Корне         | 49       | 9     |
| Франція   | Каролін Гарсія      | 53       | 10    |

- 1 Рейтинг подано станом на 9 травня 2016.

### Інші учасниці
Нижче наведено учасниць, які отримали вайлдкард на участь в основній сітці:
- Сара Еррані
- Крістіна Младенович
- Полін Пармантьє

Нижче наведено гравчинь, які пробились в основну сітку через стадію кваліфікації:
- Лорен Девіс
- Алла Кудрявцева
- Алізе Лім
- Міряна Лучич-Бароні
- Жиль Белен Тайхманн
- Сюй Їфань

Учасниці, що потрапили до основної сітки як щасливі лузери:
- Віржіні Раззано
- Шелбі Роджерс

### Знялись з турніру
До початку турніру
- Дарія Гаврилова → її замінила  Ольга Говорцова
- Каміла Джорджі → її замінила  Шелбі Роджерс
- Данка Ковінич → її замінила  Курумі Нара
- Моніка Нікулеску → її замінила  Віржіні Раззано
- Магдалена Рибарикова → її замінила  Олена Весніна
- Анна Кароліна Шмідлова → її замінила  Донна Векич
- Яніна Вікмаєр → її замінила  Заріна Діяс
- Каролін Возняцкі → її замінила  Сє Шувей

Під час турніру
- Саманта Стосур (травма лівого зап'ястка)

## Учасниці основної сітки в парному розряді

### Сіяні
| Країна            | Гравчиня                | Країна   | Гравчиня              | Рейтинг1 | Сіяна |
| ----------------- | ----------------------- | -------- | --------------------- | -------- | ----- |
| Іспанія           | Анабель Медіна Гаррігес | Іспанія  | Аранча Парра Сантонха | 59       | 1     |
| Китайський Тайбей | Чжуан Цзяжун            | Хорватія | Дарія Юрак            | 81       | 2     |
| Аргентина         | Марія Ірігоєн           | КНР      | Лян Чень              | 92       | 3     |
| Україна           | Катерина Бондаренко     | Україна  | Ольга Савчук          | 100      | 4     |

- 1 Рейтинг подано станом на 9 травня 2016.

### Інші учасниці
Наведені нижче пари отримали місце як заміна:
- Ема Бургіч-Буцко /  Вікторія Мунтян

### Знялись з турніру
До початку турніру
- Катерина Бондаренко (вірусне захворювання)

## Переможниці

### Одиночний розряд
- Каролін Гарсія —  Міряна Лучич-Бароні, 6–4, 6–1

### Парний розряд
- Анабель Медіна Гаррігес /  Аранча Парра Сантонха  —  Марія Ірігоєн /  Лян Чень, 6–2, 6–0